# Radiodactylus
Radiodactylus es un género extinto de pterosaurio azdarcoideo no azdárquido que vivió en Texas, en el sur de Estados Unidos. Fue nombrado originalmente por Brian Andres y Timothy S. Myers en 2013 y la especie tipo es Radiodactylus langstoni.

## Descubrimiento
Radiodactylus es conocido únicamente a partir de su holotipo, SMU 72547, un húmero izquierdo casi completo descrito originalmente por Murry et al. (1991). El espécimen está preservado en tres dimensiones, aparentemente sin aplastamiento. El húmero solo carece de partes del extremo proximal y el extremo anterior de la cresta deltopectoral, y tiene una fractura en la mitad del área del eje en donde está muy levemente distorsionado rotacionalmente. Radiodactylus fue nombrado por Brian Andres y Timothy S. Myers en 2013 y la especie tipo es Radiodactylus langstoni. El nombre del género se deriva de radio, el prefijo para la radioactividad en referencia a la Central Nuclear Comanche Peak, en donde se descubrió a SMU 72547 durante la construcción de un desagüe de emergencia, y de dactylos, que significa "dedo" en griego antiguo el cual es el sufijo tradicional para los géneros de pterosaurios en referencia a sus alargados dígitos del ala. El nombre de la especie, langstoni, es en honor del dr. Wann Langston, Jr. quien fue descrito por Andres y Myers (2013) como "el padre de la pterosauriología de Texas". El holotipo fue recolectado en la Formación Glen Rose en la parte norte de la Cañada Squaw en el condado de Somervell, que data de finales del Aptiense o inicios del Albiense en el Cretácico Inferior, hace entre 119-112 millones de años.

## Descripción
Andres y Myers (2013) diagnosticaron a Radiodactylus basándose en una combinación única de rasgos: una cresta deltopectoral alta y rectangular posicionada proximalmente y con un foramen neumático presente en la parte distal del húmero. Este pterosaurio de gran tamaño también tenía un rasgo autapomórfico, una sección transversal distal del húmero cuadrada, y un surco vertical recto en el aspecto distal del húmero sin el tubérculo ulnar. El holotipo de Radiodactylus fue originalmente referido a Azhdarchidae por Murry et al. (1991) basándose en las características compartidas que fueron consideradas como posibles plesiomorfias. De acuerdo con Andres y Myers (2013), Radiodactylus comparte una cresta deltopectoral alta y rectangular y un enorme cresta ulnar orientada ventralmente con los azdarcoideos, y un foramen neumático en el extremo distal con los azdárquidos (también vistos en muchos pteranodontoideos). El húmero claramente carece de muchos rasgos que están presentes en otros clados de pterosaurios, como Pteranodontia y Tapejaridae. La presencia del foramen distal neumático, en adición a la carencia de una cresta deltopectoral posicionada proximalmente en el húmero, apoya la idea de una relación de taxón hermano con Azhdarchidae. La ausencia de una sección transversal en forma de herradura en la cabeza del húmero y un proceso supracondilar humeral en el eje del húmero diferencian a Radiodactylus de los miembros de Azhdarchidae.

## Filogenia
Aunque fue descrito como un azdárquido por Murry et al. (1991) y encontrado como el taxón hermano del clado que contiene a todos los otros azdárquidos en el análisis filogenético realizado por Andres y Myers (2013), fue clasificado como un neoazdarquio no azdárquido. Aunque cercanamente relacionado con los Azhdarchidae, Radiodactylus es relativamente pequeño y mucho más antiguo comparado con los verdaderos azdárquidos. Más aún, las definiciones filogenétias de Azhdarchidae dadas tanto por Kellner (2003) como Unwin (2003) excluyen a esta especie de Azhdarchidae. Sin embargo, esta relación de taxón hermano apoyada por el mayor y más inclusivo análisis filogenético de los pterosaurios a la fecha garantizan la instauración de un nuevo género y especie para este material. A continuación se encuentra un cladograma mostrando la posición filogenética de R. langstoni dentro de Neoazhdarchia según Andres y Myers (2013).
|  | Thalassodromeus sethi                                                            |
|  |                                                                                  |
|  | \| \| Tupuxuara leonardii \| \| \| \| \| \| Tupuxuara longicristatus \| \| \| \| |
|  |                                                                                  |
|  | Tupuxuara leonardii                                                              |
|  |                                                                                  |
|  | Tupuxuara longicristatus                                                         |
|  |                                                                                  |

|  | Tupuxuara leonardii      |
|  |                          |
|  | Tupuxuara longicristatus |
|  |                          |

|  | Domeykodactylus ceciliae |
|  |                          |
|  | Dsungaripterus weii      |
|  |                          |

|  | Noripterus complicidens |
|  |                         |
|  | Noripterus parvus       |
|  |                         |

|  | Domeykodactylus ceciliae |
|  |                          |
|  | Dsungaripterus weii      |
|  |                          |

|  | Noripterus complicidens |
|  |                         |
|  | Noripterus parvus       |
|  |                         |

|  | Thalassodromeus sethi                                                            |
|  |                                                                                  |
|  | \| \| Tupuxuara leonardii \| \| \| \| \| \| Tupuxuara longicristatus \| \| \| \| |
|  |                                                                                  |
|  | Tupuxuara leonardii                                                              |
|  |                                                                                  |
|  | Tupuxuara longicristatus                                                         |
|  |                                                                                  |

|  | Tupuxuara leonardii      |
|  |                          |
|  | Tupuxuara longicristatus |
|  |                          |

|  | Domeykodactylus ceciliae |
|  |                          |
|  | Dsungaripterus weii      |
|  |                          |

|  | Noripterus complicidens |
|  |                         |
|  | Noripterus parvus       |
|  |                         |

|  | Domeykodactylus ceciliae |
|  |                          |
|  | Dsungaripterus weii      |
|  |                          |

|  | Noripterus complicidens |
|  |                         |
|  | Noripterus parvus       |
|  |                         |

|  | Shenzhoupterus chaoyangensis                                                  |
|  |                                                                               |
|  | \| \| Chaoyangopterus zhangi \| \| \| \| \| \| Jidapterus edentus \| \| \| \| |
|  |                                                                               |
|  | Chaoyangopterus zhangi                                                        |
|  |                                                                               |
|  | Jidapterus edentus                                                            |
|  |                                                                               |

|  | Chaoyangopterus zhangi |
|  |                        |
|  | Jidapterus edentus     |
|  |                        |

|  | Shenzhoupterus chaoyangensis                                                  |
|  |                                                                               |
|  | \| \| Chaoyangopterus zhangi \| \| \| \| \| \| Jidapterus edentus \| \| \| \| |
|  |                                                                               |
|  | Chaoyangopterus zhangi                                                        |
|  |                                                                               |
|  | Jidapterus edentus                                                            |
|  |                                                                               |

|  | Chaoyangopterus zhangi |
|  |                        |
|  | Jidapterus edentus     |
|  |                        |

|  | Zhejiangopterus linhaiensis |
|  | |
|  | \| \| Arambourgiania philadelphiae \| \| \| \| \| \| Quetzalcoatlus northropi \| \| \| \| \| \| Quetzalcoatlus sp. \| \| \| \| |
|  | |
|  | Arambourgiania philadelphiae                                                                                                   |
|  | |
|  | Quetzalcoatlus northropi |
|  | |
|  | Quetzalcoatlus sp. |
|  | |

|  | Arambourgiania philadelphiae |
|  |                              |
|  | Quetzalcoatlus northropi     |
|  |                              |
|  | Quetzalcoatlus sp.           |
|  |                              |

|  | Zhejiangopterus linhaiensis |
|  | |
|  | \| \| Arambourgiania philadelphiae \| \| \| \| \| \| Quetzalcoatlus northropi \| \| \| \| \| \| Quetzalcoatlus sp. \| \| \| \| |
|  | |
|  | Arambourgiania philadelphiae                                                                                                   |
|  | |
|  | Quetzalcoatlus northropi |
|  | |
|  | Quetzalcoatlus sp. |
|  | |

|  | Arambourgiania philadelphiae |
|  |                              |
|  | Quetzalcoatlus northropi     |
|  |                              |
|  | Quetzalcoatlus sp.           |
|  |                              |

|  | Zhejiangopterus linhaiensis |
|  | |
|  | \| \| Arambourgiania philadelphiae \| \| \| \| \| \| Quetzalcoatlus northropi \| \| \| \| \| \| Quetzalcoatlus sp. \| \| \| \| |
|  | |
|  | Arambourgiania philadelphiae                                                                                                   |
|  | |
|  | Quetzalcoatlus northropi |
|  | |
|  | Quetzalcoatlus sp. |
|  | |

|  | Arambourgiania philadelphiae |
|  |                              |
|  | Quetzalcoatlus northropi     |
|  |                              |
|  | Quetzalcoatlus sp.           |
|  |                              |

|  | Zhejiangopterus linhaiensis |
|  | |
|  | \| \| Arambourgiania philadelphiae \| \| \| \| \| \| Quetzalcoatlus northropi \| \| \| \| \| \| Quetzalcoatlus sp. \| \| \| \| |
|  | |
|  | Arambourgiania philadelphiae                                                                                                   |
|  | |
|  | Quetzalcoatlus northropi |
|  | |
|  | Quetzalcoatlus sp. |
|  | |

|  | Arambourgiania philadelphiae |
|  |                              |
|  | Quetzalcoatlus northropi     |
|  |                              |
|  | Quetzalcoatlus sp.           |
|  |                              |

|  | Zhejiangopterus linhaiensis |
|  | |
|  | \| \| Arambourgiania philadelphiae \| \| \| \| \| \| Quetzalcoatlus northropi \| \| \| \| \| \| Quetzalcoatlus sp. \| \| \| \| |
|  | |
|  | Arambourgiania philadelphiae                                                                                                   |
|  | |
|  | Quetzalcoatlus northropi |
|  | |
|  | Quetzalcoatlus sp. |
|  | |

|  | Arambourgiania philadelphiae |
|  |                              |
|  | Quetzalcoatlus northropi     |
|  |                              |
|  | Quetzalcoatlus sp.           |
|  |                              |

|  | Zhejiangopterus linhaiensis |
|  | |
|  | \| \| Arambourgiania philadelphiae \| \| \| \| \| \| Quetzalcoatlus northropi \| \| \| \| \| \| Quetzalcoatlus sp. \| \| \| \| |
|  | |
|  | Arambourgiania philadelphiae                                                                                                   |
|  | |
|  | Quetzalcoatlus northropi |
|  | |
|  | Quetzalcoatlus sp. |
|  | |

|  | Arambourgiania philadelphiae |
|  |                              |
|  | Quetzalcoatlus northropi     |
|  |                              |
|  | Quetzalcoatlus sp.           |
|  |                              |

|  | Zhejiangopterus linhaiensis |
|  | |
|  | \| \| Arambourgiania philadelphiae \| \| \| \| \| \| Quetzalcoatlus northropi \| \| \| \| \| \| Quetzalcoatlus sp. \| \| \| \| |
|  | |
|  | Arambourgiania philadelphiae                                                                                                   |
|  | |
|  | Quetzalcoatlus northropi |
|  | |
|  | Quetzalcoatlus sp. |
|  | |

|  | Arambourgiania philadelphiae |
|  |                              |
|  | Quetzalcoatlus northropi     |
|  |                              |
|  | Quetzalcoatlus sp.           |
|  |                              |

|  | Zhejiangopterus linhaiensis |
|  | |
|  | \| \| Arambourgiania philadelphiae \| \| \| \| \| \| Quetzalcoatlus northropi \| \| \| \| \| \| Quetzalcoatlus sp. \| \| \| \| |
|  | |
|  | Arambourgiania philadelphiae                                                                                                   |
|  | |
|  | Quetzalcoatlus northropi |
|  | |
|  | Quetzalcoatlus sp. |
|  | |

|  | Arambourgiania philadelphiae |
|  |                              |
|  | Quetzalcoatlus northropi     |
|  |                              |
|  | Quetzalcoatlus sp.           |
|  |                              |

|  | Shenzhoupterus chaoyangensis                                                  |
|  |                                                                               |
|  | \| \| Chaoyangopterus zhangi \| \| \| \| \| \| Jidapterus edentus \| \| \| \| |
|  |                                                                               |
|  | Chaoyangopterus zhangi                                                        |
|  |                                                                               |
|  | Jidapterus edentus                                                            |
|  |                                                                               |

|  | Chaoyangopterus zhangi |
|  |                        |
|  | Jidapterus edentus     |
|  |                        |

|  | Shenzhoupterus chaoyangensis                                                  |
|  |                                                                               |
|  | \| \| Chaoyangopterus zhangi \| \| \| \| \| \| Jidapterus edentus \| \| \| \| |
|  |                                                                               |
|  | Chaoyangopterus zhangi                                                        |
|  |                                                                               |
|  | Jidapterus edentus                                                            |
|  |                                                                               |

|  | Chaoyangopterus zhangi |
|  |                        |
|  | Jidapterus edentus     |
|  |                        |

|  | Zhejiangopterus linhaiensis |
|  | |
|  | \| \| Arambourgiania philadelphiae \| \| \| \| \| \| Quetzalcoatlus northropi \| \| \| \| \| \| Quetzalcoatlus sp. \| \| \| \| |
|  | |
|  | Arambourgiania philadelphiae                                                                                                   |
|  | |
|  | Quetzalcoatlus northropi |
|  | |
|  | Quetzalcoatlus sp. |
|  | |

|  | Arambourgiania philadelphiae |
|  |                              |
|  | Quetzalcoatlus northropi     |
|  |                              |
|  | Quetzalcoatlus sp.           |
|  |                              |

|  | Zhejiangopterus linhaiensis |
|  | |
|  | \| \| Arambourgiania philadelphiae \| \| \| \| \| \| Quetzalcoatlus northropi \| \| \| \| \| \| Quetzalcoatlus sp. \| \| \| \| |
|  | |
|  | Arambourgiania philadelphiae                                                                                                   |
|  | |
|  | Quetzalcoatlus northropi |
|  | |
|  | Quetzalcoatlus sp. |
|  | |

|  | Arambourgiania philadelphiae |
|  |                              |
|  | Quetzalcoatlus northropi     |
|  |                              |
|  | Quetzalcoatlus sp.           |
|  |                              |

|  | Zhejiangopterus linhaiensis |
|  | |
|  | \| \| Arambourgiania philadelphiae \| \| \| \| \| \| Quetzalcoatlus northropi \| \| \| \| \| \| Quetzalcoatlus sp. \| \| \| \| |
|  | |
|  | Arambourgiania philadelphiae                                                                                                   |
|  | |
|  | Quetzalcoatlus northropi |
|  | |
|  | Quetzalcoatlus sp. |
|  | |

|  | Arambourgiania philadelphiae |
|  |                              |
|  | Quetzalcoatlus northropi     |
|  |                              |
|  | Quetzalcoatlus sp.           |
|  |                              |

|  | Zhejiangopterus linhaiensis |
|  | |
|  | \| \| Arambourgiania philadelphiae \| \| \| \| \| \| Quetzalcoatlus northropi \| \| \| \| \| \| Quetzalcoatlus sp. \| \| \| \| |
|  | |
|  | Arambourgiania philadelphiae                                                                                                   |
|  | |
|  | Quetzalcoatlus northropi |
|  | |
|  | Quetzalcoatlus sp. |
|  | |

|  | Arambourgiania philadelphiae |
|  |                              |
|  | Quetzalcoatlus northropi     |
|  |                              |
|  | Quetzalcoatlus sp.           |
|  |                              |

|  | Zhejiangopterus linhaiensis |
|  | |
|  | \| \| Arambourgiania philadelphiae \| \| \| \| \| \| Quetzalcoatlus northropi \| \| \| \| \| \| Quetzalcoatlus sp. \| \| \| \| |
|  | |
|  | Arambourgiania philadelphiae                                                                                                   |
|  | |
|  | Quetzalcoatlus northropi |
|  | |
|  | Quetzalcoatlus sp. |
|  | |

|  | Arambourgiania philadelphiae |
|  |                              |
|  | Quetzalcoatlus northropi     |
|  |                              |
|  | Quetzalcoatlus sp.           |
|  |                              |

|  | Zhejiangopterus linhaiensis |
|  | |
|  | \| \| Arambourgiania philadelphiae \| \| \| \| \| \| Quetzalcoatlus northropi \| \| \| \| \| \| Quetzalcoatlus sp. \| \| \| \| |
|  | |
|  | Arambourgiania philadelphiae                                                                                                   |
|  | |
|  | Quetzalcoatlus northropi |
|  | |
|  | Quetzalcoatlus sp. |
|  | |

|  | Arambourgiania philadelphiae |
|  |                              |
|  | Quetzalcoatlus northropi     |
|  |                              |
|  | Quetzalcoatlus sp.           |
|  |                              |

|  | Zhejiangopterus linhaiensis |
|  | |
|  | \| \| Arambourgiania philadelphiae \| \| \| \| \| \| Quetzalcoatlus northropi \| \| \| \| \| \| Quetzalcoatlus sp. \| \| \| \| |
|  | |
|  | Arambourgiania philadelphiae                                                                                                   |
|  | |
|  | Quetzalcoatlus northropi |
|  | |
|  | Quetzalcoatlus sp. |
|  | |

|  | Arambourgiania philadelphiae |
|  |                              |
|  | Quetzalcoatlus northropi     |
|  |                              |
|  | Quetzalcoatlus sp.           |
|  |                              |

|  | Zhejiangopterus linhaiensis |
|  | |
|  | \| \| Arambourgiania philadelphiae \| \| \| \| \| \| Quetzalcoatlus northropi \| \| \| \| \| \| Quetzalcoatlus sp. \| \| \| \| |
|  | |
|  | Arambourgiania philadelphiae                                                                                                   |
|  | |
|  | Quetzalcoatlus northropi |
|  | |
|  | Quetzalcoatlus sp. |
|  | |

|  | Arambourgiania philadelphiae |
|  |                              |
|  | Quetzalcoatlus northropi     |
|  |                              |
|  | Quetzalcoatlus sp.           |
|  |                              |

|  | Thalassodromeus sethi                                                            |
|  |                                                                                  |
|  | \| \| Tupuxuara leonardii \| \| \| \| \| \| Tupuxuara longicristatus \| \| \| \| |
|  |                                                                                  |
|  | Tupuxuara leonardii                                                              |
|  |                                                                                  |
|  | Tupuxuara longicristatus                                                         |
|  |                                                                                  |

|  | Tupuxuara leonardii      |
|  |                          |
|  | Tupuxuara longicristatus |
|  |                          |

|  | Domeykodactylus ceciliae |
|  |                          |
|  | Dsungaripterus weii      |
|  |                          |

|  | Noripterus complicidens |
|  |                         |
|  | Noripterus parvus       |
|  |                         |

|  | Domeykodactylus ceciliae |
|  |                          |
|  | Dsungaripterus weii      |
|  |                          |

|  | Noripterus complicidens |
|  |                         |
|  | Noripterus parvus       |
|  |                         |

|  | Thalassodromeus sethi                                                            |
|  |                                                                                  |
|  | \| \| Tupuxuara leonardii \| \| \| \| \| \| Tupuxuara longicristatus \| \| \| \| |
|  |                                                                                  |
|  | Tupuxuara leonardii                                                              |
|  |                                                                                  |
|  | Tupuxuara longicristatus                                                         |
|  |                                                                                  |

|  | Tupuxuara leonardii      |
|  |                          |
|  | Tupuxuara longicristatus |
|  |                          |

|  | Domeykodactylus ceciliae |
|  |                          |
|  | Dsungaripterus weii      |
|  |                          |

|  | Noripterus complicidens |
|  |                         |
|  | Noripterus parvus       |
|  |                         |

|  | Domeykodactylus ceciliae |
|  |                          |
|  | Dsungaripterus weii      |
|  |                          |

|  | Noripterus complicidens |
|  |                         |
|  | Noripterus parvus       |
|  |                         |

|  | Shenzhoupterus chaoyangensis                                                  |
|  |                                                                               |
|  | \| \| Chaoyangopterus zhangi \| \| \| \| \| \| Jidapterus edentus \| \| \| \| |
|  |                                                                               |
|  | Chaoyangopterus zhangi                                                        |
|  |                                                                               |
|  | Jidapterus edentus                                                            |
|  |                                                                               |

|  | Chaoyangopterus zhangi |
|  |                        |
|  | Jidapterus edentus     |
|  |                        |

|  | Shenzhoupterus chaoyangensis                                                  |
|  |                                                                               |
|  | \| \| Chaoyangopterus zhangi \| \| \| \| \| \| Jidapterus edentus \| \| \| \| |
|  |                                                                               |
|  | Chaoyangopterus zhangi                                                        |
|  |                                                                               |
|  | Jidapterus edentus                                                            |
|  |                                                                               |

|  | Chaoyangopterus zhangi |
|  |                        |
|  | Jidapterus edentus     |
|  |                        |

|  | Zhejiangopterus linhaiensis |
|  | |
|  | \| \| Arambourgiania philadelphiae \| \| \| \| \| \| Quetzalcoatlus northropi \| \| \| \| \| \| Quetzalcoatlus sp. \| \| \| \| |
|  | |
|  | Arambourgiania philadelphiae                                                                                                   |
|  | |
|  | Quetzalcoatlus northropi |
|  | |
|  | Quetzalcoatlus sp. |
|  | |

|  | Arambourgiania philadelphiae |
|  |                              |
|  | Quetzalcoatlus northropi     |
|  |                              |
|  | Quetzalcoatlus sp.           |
|  |                              |

|  | Zhejiangopterus linhaiensis |
|  | |
|  | \| \| Arambourgiania philadelphiae \| \| \| \| \| \| Quetzalcoatlus northropi \| \| \| \| \| \| Quetzalcoatlus sp. \| \| \| \| |
|  | |
|  | Arambourgiania philadelphiae                                                                                                   |
|  | |
|  | Quetzalcoatlus northropi |
|  | |
|  | Quetzalcoatlus sp. |
|  | |

|  | Arambourgiania philadelphiae |
|  |                              |
|  | Quetzalcoatlus northropi     |
|  |                              |
|  | Quetzalcoatlus sp.           |
|  |                              |

|  | Zhejiangopterus linhaiensis |
|  | |
|  | \| \| Arambourgiania philadelphiae \| \| \| \| \| \| Quetzalcoatlus northropi \| \| \| \| \| \| Quetzalcoatlus sp. \| \| \| \| |
|  | |
|  | Arambourgiania philadelphiae                                                                                                   |
|  | |
|  | Quetzalcoatlus northropi |
|  | |
|  | Quetzalcoatlus sp. |
|  | |

|  | Arambourgiania philadelphiae |
|  |                              |
|  | Quetzalcoatlus northropi     |
|  |                              |
|  | Quetzalcoatlus sp.           |
|  |                              |

|  | Zhejiangopterus linhaiensis |
|  | |
|  | \| \| Arambourgiania philadelphiae \| \| \| \| \| \| Quetzalcoatlus northropi \| \| \| \| \| \| Quetzalcoatlus sp. \| \| \| \| |
|  | |
|  | Arambourgiania philadelphiae                                                                                                   |
|  | |
|  | Quetzalcoatlus northropi |
|  | |
|  | Quetzalcoatlus sp. |
|  | |

|  | Arambourgiania philadelphiae |
|  |                              |
|  | Quetzalcoatlus northropi     |
|  |                              |
|  | Quetzalcoatlus sp.           |
|  |                              |

|  | Zhejiangopterus linhaiensis |
|  | |
|  | \| \| Arambourgiania philadelphiae \| \| \| \| \| \| Quetzalcoatlus northropi \| \| \| \| \| \| Quetzalcoatlus sp. \| \| \| \| |
|  | |
|  | Arambourgiania philadelphiae                                                                                                   |
|  | |
|  | Quetzalcoatlus northropi |
|  | |
|  | Quetzalcoatlus sp. |
|  | |

|  | Arambourgiania philadelphiae |
|  |                              |
|  | Quetzalcoatlus northropi     |
|  |                              |
|  | Quetzalcoatlus sp.           |
|  |                              |

|  | Zhejiangopterus linhaiensis |
|  | |
|  | \| \| Arambourgiania philadelphiae \| \| \| \| \| \| Quetzalcoatlus northropi \| \| \| \| \| \| Quetzalcoatlus sp. \| \| \| \| |
|  | |
|  | Arambourgiania philadelphiae                                                                                                   |
|  | |
|  | Quetzalcoatlus northropi |
|  | |
|  | Quetzalcoatlus sp. |
|  | |

|  | Arambourgiania philadelphiae |
|  |                              |
|  | Quetzalcoatlus northropi     |
|  |                              |
|  | Quetzalcoatlus sp.           |
|  |                              |

|  | Zhejiangopterus linhaiensis |
|  | |
|  | \| \| Arambourgiania philadelphiae \| \| \| \| \| \| Quetzalcoatlus northropi \| \| \| \| \| \| Quetzalcoatlus sp. \| \| \| \| |
|  | |
|  | Arambourgiania philadelphiae                                                                                                   |
|  | |
|  | Quetzalcoatlus northropi |
|  | |
|  | Quetzalcoatlus sp. |
|  | |

|  | Arambourgiania philadelphiae |
|  |                              |
|  | Quetzalcoatlus northropi     |
|  |                              |
|  | Quetzalcoatlus sp.           |
|  |                              |

|  | Zhejiangopterus linhaiensis |
|  | |
|  | \| \| Arambourgiania philadelphiae \| \| \| \| \| \| Quetzalcoatlus northropi \| \| \| \| \| \| Quetzalcoatlus sp. \| \| \| \| |
|  | |
|  | Arambourgiania philadelphiae                                                                                                   |
|  | |
|  | Quetzalcoatlus northropi |
|  | |
|  | Quetzalcoatlus sp. |
|  | |

|  | Arambourgiania philadelphiae |
|  |                              |
|  | Quetzalcoatlus northropi     |
|  |                              |
|  | Quetzalcoatlus sp.           |
|  |                              |

|  | Shenzhoupterus chaoyangensis                                                  |
|  |                                                                               |
|  | \| \| Chaoyangopterus zhangi \| \| \| \| \| \| Jidapterus edentus \| \| \| \| |
|  |                                                                               |
|  | Chaoyangopterus zhangi                                                        |
|  |                                                                               |
|  | Jidapterus edentus                                                            |
|  |                                                                               |

|  | Chaoyangopterus zhangi |
|  |                        |
|  | Jidapterus edentus     |
|  |                        |

|  | Shenzhoupterus chaoyangensis                                                  |
|  |                                                                               |
|  | \| \| Chaoyangopterus zhangi \| \| \| \| \| \| Jidapterus edentus \| \| \| \| |
|  |                                                                               |
|  | Chaoyangopterus zhangi                                                        |
|  |                                                                               |
|  | Jidapterus edentus                                                            |
|  |                                                                               |

|  | Chaoyangopterus zhangi |
|  |                        |
|  | Jidapterus edentus     |
|  |                        |

|  | Zhejiangopterus linhaiensis |
|  | |
|  | \| \| Arambourgiania philadelphiae \| \| \| \| \| \| Quetzalcoatlus northropi \| \| \| \| \| \| Quetzalcoatlus sp. \| \| \| \| |
|  | |
|  | Arambourgiania philadelphiae                                                                                                   |
|  | |
|  | Quetzalcoatlus northropi |
|  | |
|  | Quetzalcoatlus sp. |
|  | |

|  | Arambourgiania philadelphiae |
|  |                              |
|  | Quetzalcoatlus northropi     |
|  |                              |
|  | Quetzalcoatlus sp.           |
|  |                              |

|  | Zhejiangopterus linhaiensis |
|  | |
|  | \| \| Arambourgiania philadelphiae \| \| \| \| \| \| Quetzalcoatlus northropi \| \| \| \| \| \| Quetzalcoatlus sp. \| \| \| \| |
|  | |
|  | Arambourgiania philadelphiae                                                                                                   |
|  | |
|  | Quetzalcoatlus northropi |
|  | |
|  | Quetzalcoatlus sp. |
|  | |

|  | Arambourgiania philadelphiae |
|  |                              |
|  | Quetzalcoatlus northropi     |
|  |                              |
|  | Quetzalcoatlus sp.           |
|  |                              |

|  | Zhejiangopterus linhaiensis |
|  | |
|  | \| \| Arambourgiania philadelphiae \| \| \| \| \| \| Quetzalcoatlus northropi \| \| \| \| \| \| Quetzalcoatlus sp. \| \| \| \| |
|  | |
|  | Arambourgiania philadelphiae                                                                                                   |
|  | |
|  | Quetzalcoatlus northropi |
|  | |
|  | Quetzalcoatlus sp. |
|  | |

|  | Arambourgiania philadelphiae |
|  |                              |
|  | Quetzalcoatlus northropi     |
|  |                              |
|  | Quetzalcoatlus sp.           |
|  |                              |

|  | Zhejiangopterus linhaiensis |
|  | |
|  | \| \| Arambourgiania philadelphiae \| \| \| \| \| \| Quetzalcoatlus northropi \| \| \| \| \| \| Quetzalcoatlus sp. \| \| \| \| |
|  | |
|  | Arambourgiania philadelphiae                                                                                                   |
|  | |
|  | Quetzalcoatlus northropi |
|  | |
|  | Quetzalcoatlus sp. |
|  | |

|  | Arambourgiania philadelphiae |
|  |                              |
|  | Quetzalcoatlus northropi     |
|  |                              |
|  | Quetzalcoatlus sp.           |
|  |                              |

|  | Zhejiangopterus linhaiensis |
|  | |
|  | \| \| Arambourgiania philadelphiae \| \| \| \| \| \| Quetzalcoatlus northropi \| \| \| \| \| \| Quetzalcoatlus sp. \| \| \| \| |
|  | |
|  | Arambourgiania philadelphiae                                                                                                   |
|  | |
|  | Quetzalcoatlus northropi |
|  | |
|  | Quetzalcoatlus sp. |
|  | |

|  | Arambourgiania philadelphiae |
|  |                              |
|  | Quetzalcoatlus northropi     |
|  |                              |
|  | Quetzalcoatlus sp.           |
|  |                              |

|  | Zhejiangopterus linhaiensis |
|  | |
|  | \| \| Arambourgiania philadelphiae \| \| \| \| \| \| Quetzalcoatlus northropi \| \| \| \| \| \| Quetzalcoatlus sp. \| \| \| \| |
|  | |
|  | Arambourgiania philadelphiae                                                                                                   |
|  | |
|  | Quetzalcoatlus northropi |
|  | |
|  | Quetzalcoatlus sp. |
|  | |

|  | Arambourgiania philadelphiae |
|  |                              |
|  | Quetzalcoatlus northropi     |
|  |                              |
|  | Quetzalcoatlus sp.           |
|  |                              |

|  | Zhejiangopterus linhaiensis |
|  | |
|  | \| \| Arambourgiania philadelphiae \| \| \| \| \| \| Quetzalcoatlus northropi \| \| \| \| \| \| Quetzalcoatlus sp. \| \| \| \| |
|  | |
|  | Arambourgiania philadelphiae                                                                                                   |
|  | |
|  | Quetzalcoatlus northropi |
|  | |
|  | Quetzalcoatlus sp. |
|  | |

|  | Arambourgiania philadelphiae |
|  |                              |
|  | Quetzalcoatlus northropi     |
|  |                              |
|  | Quetzalcoatlus sp.           |
|  |                              |

|  | Zhejiangopterus linhaiensis |
|  | |
|  | \| \| Arambourgiania philadelphiae \| \| \| \| \| \| Quetzalcoatlus northropi \| \| \| \| \| \| Quetzalcoatlus sp. \| \| \| \| |
|  | |
|  | Arambourgiania philadelphiae                                                                                                   |
|  | |
|  | Quetzalcoatlus northropi |
|  | |
|  | Quetzalcoatlus sp. |
|  | |

|  | Arambourgiania philadelphiae |
|  |                              |
|  | Quetzalcoatlus northropi     |
|  |                              |
|  | Quetzalcoatlus sp.           |
|  |                              |